# 近藤さつき
近藤さつき（こんどう さつき、1982年5月29日 - ）は大阪府出身の元クロスカントリースキー選手、バイアスロン選手。父親はバレーボールの指導をしていたということもあり、彼女もバレーボールを始める。四天王寺中学校・高等学校へと入学し、中学3年時には全国大会で優勝、最優秀選手にも選ばれた。しかし、高等部へと進んだ2年生の時に体育館のトランポリンから落下してしまい、脊髄を圧迫骨折しバレーボールの道は断たれた。その後はリハビリの一環として始めた水泳で2003年のジャパンパラリンピック、自由形で優勝を収めている。2005年の11月には日立システムスキー部監督でありパラリンピックのスキーチームの監督でもある荒井秀樹と出会い、日立システムスキー部へと所属することになる。これまでのスキー経験はなかったものの2006年の日本障害者クロスカントリースキー競技会ではジェットスキー部門で優勝、同年のジャパンパラリンピックスキー競技大会でも優勝を果たすなど目覚ましい上達を見せた。自身も2010年のバンクーバーパラリンピックを目指していたが貧血や肘や肩の故障を理由に2008年の3月末をもってスキー部を退団した。